# Museu da Capitania de Ilhéus
Museu da Capitania de Ilhéus é um museu brasileiro localizado no município de Ilhéus, cuja sede ocupa o Palácio do Paranaguá.
A implantação do Museu da Capitania de Ilhéus no Palácio do Paranaguá foi planejada desde 2013 e efetivamente realizada em 2017. A criação do museu contou a assessoria do Instituto do Patrimônio Artístico e Cultural da Bahia (IPAC) e da Diretoria de Museus da Fundação Cultural do Estado da Bahia.
O acervo reúne documentos, móveis e objetos de valor histórico, que retratam a história de Ilhéus desde o período das capitanias. Há também material educativo sobre o ciclo histórico do cacau na cidade. Uma exposição de destaque, lançada em 2020, é “Ilhéus - Rumo aos 500 Anos”, sobre a formação histórica da cidade.
O museu tem um papel relevante no fomento ao turismo do Centro Histórico Ilhéus e na articulação de uma rede de museus em cidades turísticas na Bahia.